# Ева Неандер
Ева Лідія Кароліна Неандер (швед. Eva Lydia Carolina Neander, (3 квітня 1921 , парафія Юккас'ярвіd, Норрботтен  — 22 лютого 1949 , Унденd )) — шведська журналістка, одна з найвидатніших авторок і поеток 1940-х.

## Життєпис
Ева Неандер виросла на невеликому острові Меллан Голмен у Гернесанді. Її мати — Емілія Кароліна Неадер, до шлюбу Сванберг, а батько — шкільний інспектор і статистик Ернст Альбін Неандер. Батько помер, коли Еві було 6 років. Через кілька років її мати одружилася знову, ставши Емілією Неандер-Ністрем, й у 1932 році вони переїхали в Бурос. Ева Неандер жила в Буросі до 1939 року, коли сім'я переїхала до Гетеборга. У 1941 році отримала атестат зрілості (Gymnasieexamen) у Гетеборзі.
Ева Неандер ніколи не одружувалась.
Взимку 1949 року, подорожуючи, вона відвідала свій старий будинок у Фіннерої. 22 лютого 1950 року 27-річна Ева Неандер зникла, а згодом її знайшли мертвою в льоду озера Унден.

## Кар'єра
Після періоду навчання в Гетеборзькому університеті, а потім і в Уппсальському університеті, який виявився невдалим, 2 лютого 1943 року Неандер почала працювати в Ny Tid, ґетеборзькому виданні оглядів нехудожньої літератури, після чого перейшла на позицію коректорки у соціал-демократичній газеті Västgöta-Demokraten у Буросі. Саме у Västgöta-Demokraten Неандер розпочала свою письменницьку кар'єру, писала вірші під ім'ям Eva-Caisa Neander, а також кінорецензії та оповідання під іменем Tonia. У 1945 році оповідання Неандер під назвою Vilse («Загублена») перемогло у конкурсі оповідань від видавництва Åhlén & Åkerlund. Після цього, в 1946 році Ева Неандер почала працювати у тижневику Vecko-Journalen.
Того ж року Неандер розширила своє оповідання Vilse до дебютного роману Dimman («Туман»). Це її єдиний роман. Попри те, що він похмурий і охоплений страхом, роман має форму епізодичної поезії в прозі, написаної короткими і простими реченнями про чутливу, тонку і незграбну дівчину на ім'я Bitte, яка відчайдушно потребує інтимності, але ухиляється від неї. Коли Бітте виростає, це приносить їй лише нові виклики. Вона неначе відокремлена від решти світу туманом, який одночасно лякає і захищає, і поступово дівчина врешті тоне в ньому.
У 1947 році вийшла поетична збірка Еви Неандер Död idyll («Мертва ідилія». Збірка розкриває вплив шведської поетеси та прозаїкині Карін Боє, яка багато в чому була попередницею Неандер. Після цього вийшли дві збірки оповідань: Staden («Місто») і Nattljus («Нічні вогні»). У першій збірці середовище героїв історій базується на Гернесанді, де Неандер росла у дитинстві. У другій йдеться про нещасливий шлюб. Другий роман письменниці, Vattnet («Вода»), який залишився незакінченим, — єдиний твір письменниці, в якому головною героїнею є сильна незалежна жінка, яка хоче жити і не бажає здаватися перед труднощами.
Її творчість була відома за межами Швеції ще за життя.

## Повторне відкриття
Після смерті Неандер про неї забули, як і про її творчість. Однак у 2000-х роках твори Неандер були заново відкриті та перевидані невеликими видавництвами Eolit та Rosenlarv. У 2021 збірку її віршів видало також невелике видавництво Vendels förlag.

### Статті
- Jonsson, Erik (2011). Priset för ett hekto ro : en kort introdukton till Eva Neander. Provins (Piteå) (шведська) . 1: 24—29. ISSN 0280-9974. OCLC 939004968.
- Neander, Eva (1948). Kalejdoskop. All Världens Berättare. 6.
- Mortensen, Anders (2004). Från Eden till damavdelningen : studier om kvinnan i litteraturen : en vänbok till Christina Sjöblad (шведська) . Lund: Litteraturvetenskapliga institutionen i Lund. с. 217—224. ISBN 9188396207. OCLC 937323613.
- Strömstedt, Bo (1950). Eva Neander. Svensk Litteraturtidskrift (шведська) . 13 (4): 176—189. ISSN 0039-663X. OCLC 938319553.

### Книжки
- Berggren, Kerstin (1953). Eva Neander (шведська) . Stockholm. OCLC 186896547.
- Runefeldt, Eva (1978). Eva Neander. Författarnas litteraturhistoria, red (шведська) . Т. III. Stockholm: Lars Ardelius och Gunnar Rydström. с. 375—381.
- Åhlén, Bengt (1953). Svenskt författarlexikon (шведська) . Т. 2. Stockholm: Rabén & Sjögrens Förlag. с. 427. OCLC 37667949. Архів оригіналу за 4 серпня 2021. Процитовано 1 січня 2021.

### Газетні статті
- Ellerström, Jona. Bokhyllan. Kvinnor i staden... (шведська) . Helsingborgs Dagblad AB. Helsingborg Dagblad. 961103.
- Risberg, Leif. Eva Neander- en bortglömd diktare. Correspondenten i Linköping AB. Östgöta-Correspondenten. 800424.
- Furuhammar, Sten. Om man med prägel menar tydliga och… (шведська) . Gota Media AB. Borås Tidning. 000707.
- Furuhammar, Sten. På bokrea, troligen 1949, köpte jag ... (шведська) . Gota Media AB. Borås Tidning. 000619-000620.

## Подальше читання
- Eva Neander [Архівовано 4 листопада 2021 у Wayback Machine.] у бібліографічному словнику Svenskt kvinnobiografiskt lexikon[en]